# Амалиенбург (Хофбург)

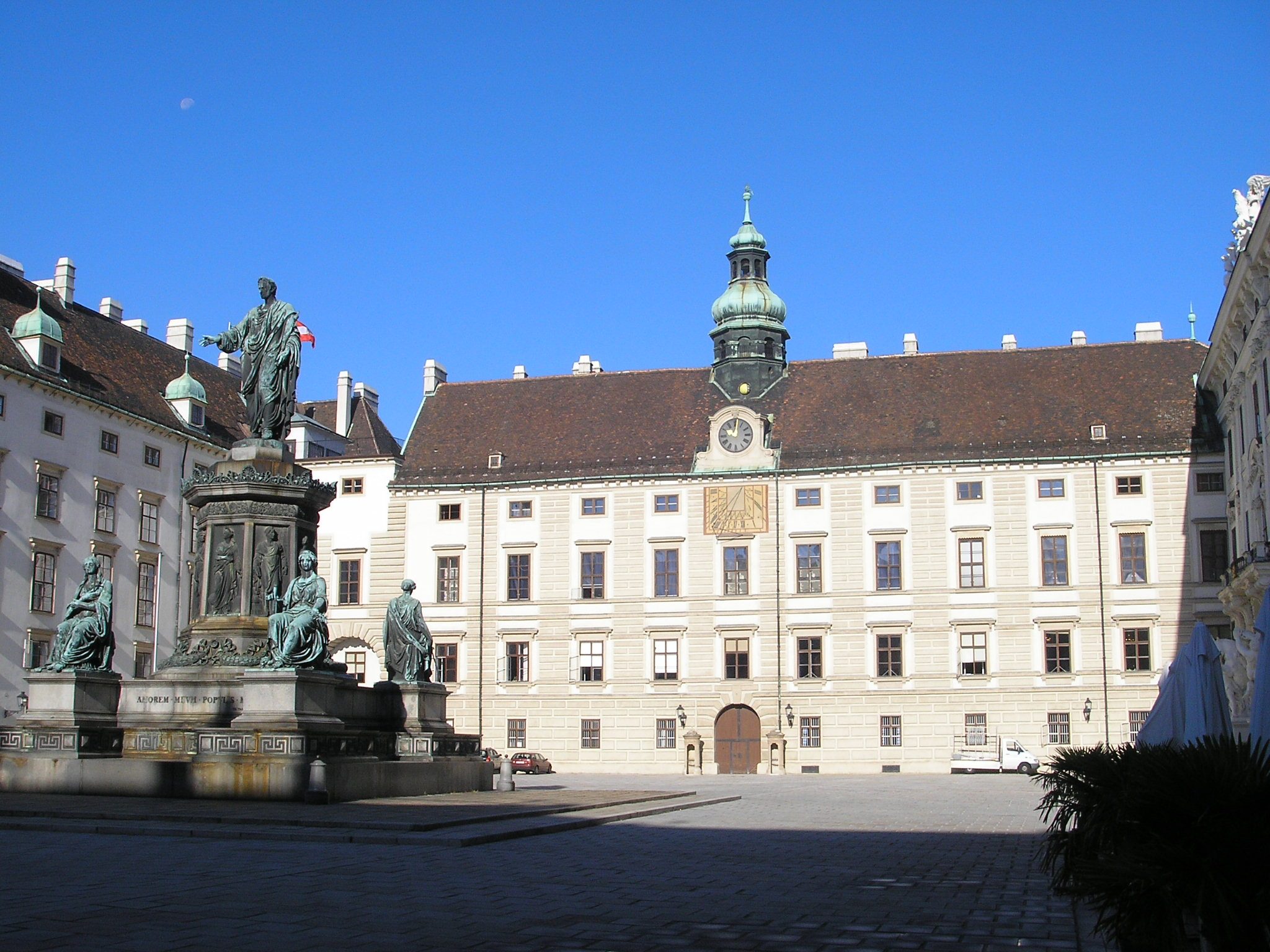
Амалиенбург

Амалиенбург (нем. Amalienburg — замок Амалии) — дворец вдовы императора Иосифа I Амалии Вильгельмины напротив входа в Швейцарский двор в венском Хофбурге. Фасад дворца украшен уникальными часами: обычными сверху, и солнечными снизу. Постройка замка была начата в 1575 году, но в XVII веке дворец был существенно переделан. Именно в этом дворце располагались личные покои императрицы Елизаветы Баварской, а во время проведения Венского конгресса в этом дворце останавливался русский царь Александр I.